# Czaszówka pastwiskowa
Czaszówka pastwiskowa, łysiczka gównomiłka (Deconica merdicola (Huijsman) Noordel.) – gatunek grzybów należący do rodziny pierścieniakowatych (Strophariaceae).

## Systematyka i nazewnictwo
Pozycja w klasyfikacji według Index Fungorum: Deconica, Strophariaceae, Agaricales, Agaricomycetidae, Agaricomycetes, Agaricomycotina, Basidiomycota, Fungi.
Po raz pierwszy opisał go w 1961 r. H.S.C. Huijsman, nadając mu nazwę Psilocybe merdicola. W 2009 r. Machiel Evert Noordeloos przeniósł go do rodzaju Deconica. W internetowym atlasie grzybów ma nazwę łysiczka gównomiłka, Komisja ds. Polskiego Nazewnictwa Grzybów w 2025 r. zarekomendowała nazwę czaszówka pastwiskowa.

## Występowanie i siedlisko
Podano jego występowanie w niektórych krajach Europy. W Polsce po raz pierwszy jego stanowiska podali B. Gierczyk i inni w 2009 i 2019 r. oraz A. Kujawa w 2016 r.
Saprotrof i grzyb koprofilny rozwijający się na odchodach zwierząt roślinożernych.